# 稲垣諭
稲垣 諭（いながき さとし、1974年 - ）は、日本の哲学者、東洋大学文学部哲学科教授。専門は、現象学、環境哲学、リハビリテーションの科学哲学。

## 来歴
北海道生まれ。青山学院大学法学部卒業。東洋大学大学院文学研究科哲学専攻博士後期課程修了。2006年「衝動の現象学 フッサール現象学における感情および衝動の位置づけ」で東洋大学文学博士。東洋大学文学部助教、自治医科大学教授、東洋大学文学部哲学科教授。

## 著書

### 単著
- 『衝動の現象学：フッサール現象学における衝動および感情の位置づけ』知泉書館、2007年
- 『リハビリテーションの哲学あるいは哲学のリハビリテーション』春風社、2012年
- 『大丈夫、死ぬには及ばない：今、大学生に何が起きているのか』学芸みらい社、2015年
- 『壊れながら立ち上がり続ける：個の変容の哲学』青土社、2018年
- 『絶滅へようこそ：「終わり」からはじめる哲学入門』晶文社、2022年

### 共編著
- 『エコ・フィロソフィ入門；サステイナブルな知と行為の創出』松尾友矩、竹村牧男共編、ノンブル社、2010年
- 『社会人大学院生のススメ：働きながら、子育てしながら博士・修士』松本肇編、長沼貴美、如月真実、木村知洋、宮子あずさ、渡辺治共著、オクムラ書店、2012年
- 『エコロジーをデザインする：エコ・フィロソフィの挑戦』山田利明、河本英夫共編著、春秋社、2013年
- 『現象学のパースペクティヴ』河本英夫、稲垣諭編著、晃洋書房、2017年
- 『iHuman：AI時代の有機体-人間-機械』河本英夫、稲垣諭編著、学芸みらい社、2019年
- 『見えない世界を可視化する「哲学地図」：「ポスト真実」時代を読み解く10章』河本英夫、稲垣諭編著、学芸みらい社、2021年
- 『現象学未来からの光芒：新田義弘教授追悼論文集』河本英夫編著、学芸みらい社、2021年

### 翻訳
- 荒川修作、マドリン・ギンズ『死ぬのは法律違反です 死に抗する建築:21世紀への源流』河本英夫共訳 春秋社 2007年
- B.ヴァルデンフェルス『経験の裂け目』山口一郎監訳、三村尚彦、村田憲郎、吉川孝、中山純一共訳 知泉書館 2009年

## 論文
- Cinii